# Бердстаун (Теннессі)
Бердстаун (англ. Byrdstown) — місто (англ. town) в США, в окрузі Пікетт штату Теннессі. Населення — 798 осіб (2020).

## Географія
Бердстаун розташований за координатами 36°34′25″ пн. ш. 85°8′3″ зх. д. / 36.57361° пн. ш. 85.13417° зх. д. (36.573501, -85.134032).  За даними Бюро перепису населення США в 2010 році місто мало площу 3,97 км², уся площа — суходіл. В 2017 році площа становила 3,71 км², уся площа — суходіл.

## Демографія
Згідно з переписом 2010 року, у місті мешкали 803 особи в 347 домогосподарствах у складі 198 родин. Густота населення становила 202 особи/км².  Було 459 помешкань (116/км²).
Расовий склад населення:
| - 98,0 % — білих - 0,4 % — корінних американців - 0,1 % — чорних або афроамериканців - 1,5 % — осіб інших рас |

До двох чи більше рас належало 0,0 %. Частка іспаномовних становила 2,6 % від усіх жителів.
За віковим діапазоном населення розподілялося таким чином: 18,3 % — особи молодші 18 років, 53,9 % — особи у віці 18—64 років, 27,8 % — особи у віці 65 років та старші. Медіана віку мешканця становила 47,4 року. На 100 осіб жіночої статі у місті припадало 90,3 чоловіків;  на 100 жінок у віці від 18 років та старших — 81,2 чоловіків також старших 18 років.
Середній дохід на одне домашнє господарство  становив 39 005 доларів США (медіана — 25 613), а середній дохід на одну сім'ю — 46 328 доларів (медіана — 26 633). Медіана доходів становила 29 500 доларів для чоловіків та 26 667 доларів для жінок. За межею бідності перебувало 35,8 % осіб, у тому числі 43,4 % дітей у віці до 18 років та 9,2 % осіб у віці 65 років та старших.
Цивільне працевлаштоване населення становило 316 осіб. Основні галузі зайнятості: освіта, охорона здоров'я та соціальна допомога — 20,3 %, виробництво — 18,0 %, мистецтво, розваги та відпочинок — 14,2 %.